# Raïssa Kyrytchenko
Raïssa Kyrytchenko, née le 14 octobre 1943 et morte le 9 février 2005 en Ukraine, est une chanteuse ukrainienne.

## Discographie
- Ой гарна я, гарн (Oh, je suis belle, je suis belle) (1990)
- Цвіте черемшина (Fleurs de cerisier )(1995)
- Долі моєї село (Le sort de mon village ) (1995)
- Цвіте черемшина  (Fleurs de cerisier )(2000)
- Я — козачка твоя (Je suis ton cosaque) (2002)
- „Дорогу Спадщину“ Дмитра Луценка співає Раїса Кириченко (« Raïssa Kyrytchenko chante La Route de l'héritage de Dmytro Loutsenko ») (2003)
- Моя подруго мила (Ma copine est mignonne) (2008)
- Доля у нас — два крила (Nous avons deux ailes du destin) (2008)

## Hommages
Les deux plaque mémorielles ci-jointes en l'oblast de Poltava.